# Comesperma
Comesperma é um género botânico pertencente à família Polygalaceae.